# Unit (album)
Unit – album nagrany przez polskiego trębacza Tomasza Stańkę i pianistę Adama Makowicza z towarzyszeniem sekcji tworzonej przez basistę Pawła Jarzębskiego (w dwóch utworach) i perkusistę Czesława Bartkowskiego.
Album ten poprzedzony był nagraną i wydaną 1975 w Niemczech płytą Tomasz Stańko & Adam Makowicz Unit nagraną przez Stańkę i Makowicza z Bartkowskim. Unit ukazał się jako XIII LP Klubu Płytowego PSJ. Nagrania zarejestrowano 7 października 1975 w Warszawie. Winylowy album wydany został w 1976 przez PolJazz Z-SX 0606 (tłoczenie Polskie Nagrania „Muza”).

## Muzycy
- Tomasz Stańko – trąbka
- Adam Makowicz – fortepian, fortepian elektryczny, kontrabas elektryczny
- Paweł Jarzębski – kontrabas („What Is This Thing Called Love”, „If I Were a Bell”)
- Czesław Bartkowski – perkusja (oprócz „Blues dla Ireny”, „Reminiscencje moskiewskie”, „Fiolety”)

## Lista utworów
Strona A
| 1. | „What Is This Thing Called Love” (Irving Berlin) | 4:25  |
|    |                                                  |       |
| 2. | „Blues dla Ireny” (Adam Makowicz)                | 3:50  |
|    |                                                  |       |
| 3. | „Over the Rainbow” (Harold Arlen)                | 7:05  |
|    |                                                  |       |
| 4. | „Reminiscencje moskiewskie” (Adam Makowicz)      | 4:07  |
|    |                                                  |       |
|    |                                                  | 19:27 |
|    |                                                  |       |
Strona B
| 1. | „If I Were a Bell” (Frank Loesser)                   | 5:05  |
|    |                                                      |       |
| 2. | „Fiolety” (Adam Makowicz)                            | 4:20  |
|    |                                                      |       |
| 3. | „Shadows” (Erroll Garner)                            | 9:05  |
|    |                                                      |       |
| 4. | „Końcówka” (Bartkowski, Jarzębski, Makowicz, Stańko) | 2:15  |
|    |                                                      |       |
|    |                                                      | 20:45 |
|    |                                                      |       |

## Informacje uzupełniające
- Realizacja nagrań – Andrzej Malczewski, Waldemar Walczak
- Redaktor – Andrzej Zarębski
- Zdjęcia – Paweł Karpiński, Lech Pempel